# Risotto

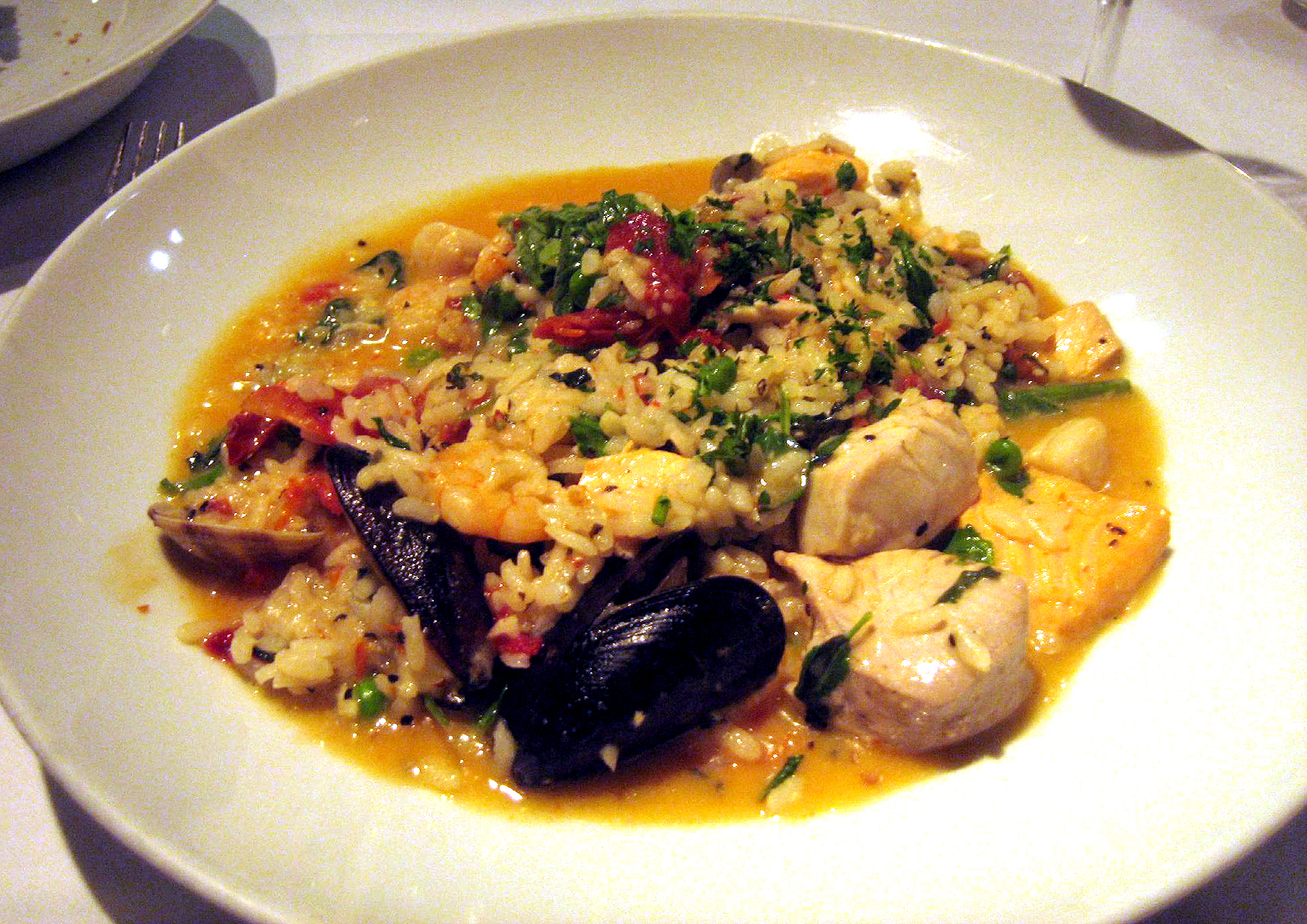
Risotto alla marinara

Risotto [riˈzɔtto] – popularna potrawa północnej kuchni włoskiej, gotowana z dodatkiem bulionu do uzyskania kremowej konsystencji. Wiele rodzajów risotto zawiera masło, oliwę, wino, ser (np. Grana padano) oraz cebulę. To jeden z najpopularniejszych sposobów przygotowania ryżu we Włoszech.
Risotto określane jest jako danie pierwsze (primo piatto) i serwowane jest przed daniem głównym, zamiennie z zupą bądź makaronem.
Do gotowania risotto są zwykle używane ziarna ryżu białego – okrągłe krótkie bądź średnie, o wysokiej zawartości skrobi, a niskiej amylozy. Tego typu ziarna mają zdolność do wchłaniania płynów i uwalniania skrobi, dlatego ryż staje się bardziej kleisty niż przy użyciu długich odmian. Główne odmiany nadające się na risotto to Arborio, Baldo, Carnaroli, Maratelli, Padano, Roma i Vialone Nano.
Istnieje wiele przepisów gotowania risotta, wszystkie jednak oparte są na użyciu odpowiedniej odmiany ryżu, a procedura zwykle jest podobna, różnią się jedynie składniki w zależności od rodzaju dania czy regionu, z jakiego dane risotto pochodzi. 

## Rodzaje risotto
- Risotto alla milanese: specjalność Mediolanu, przygotowane na bulionie oraz szpiku wołowym, doprawiona szafranem[2].
- Risotto al Barolo: specjalność Piemontu, przygotowane na czerwonym winie, może zawierać mięso i/lub fasolę.
- Risotto al nero di seppia: specjalność wenecka, przygotowane z mątwy razem z jej sepią, co nadaje potrawie czarny kolor.
- Risotto alla zucca: przygotowane z dynią, gałką muszkatołową  oraz startym serem.
- Risotto alla pilota: specjalność Mantui, przygotowane z kiełbasą, wieprzowiną  i serem.
- Risotto ai funghi: przygotowane z borowikami bądź innymi grzybami.